# Vannellidae
Vannellidae – rodzina ameb należących do supergrupy Amoebozoa w klasyfikacji Cavaliera-Smitha.
Należą tutaj następujące rodzaje według Cavalier-Smitha:
- Vannella
- Clydonella
- Lingulamoeba
- Pessonella
- Ripella